# Fulni-ô
Fulnio (Fulni-ô, Fulnió, Fulniô narod pokraj rijeke ili people near the river; ostali nazivi: Yatê, Carnijó, Karnijó, Karnijó de Águas Belas, Karijó de Águas Belas), pleme Indijanaca nastanjeno u Pernambucu u sjeveroistočnom Brazilu, 273 kilometra zapadno od državnog glavnog grada, Recife. Ima ih ima manje od pet tisuća, znatan je dio na rezervatu (11,506 hektara). Na ovom području žive više od 500 godina. U središtu rezervata nalazi se gradić Águas Belas, okružen indijanskim teritorijem. 
Imaju dva naselja, jedno je kod Águas Belas-a, u drugom selu od rujna do listopada održavaju svoj sveti ritual Ouricuri. U ritualu Ouricuri cacique (poglavica) i pajé (šaman) imaju glavnu ulogu.  –FUNAI za Indijance prizna samo one koji ostaju na rezervatu i održavaju ovaj ritual, nazivaju ih ' remanescentes '. 1982. bilo je 70 takvih obitelji na rezervatu. -Fulnio su u svojim obredima uzimali i halucinogeni napitak 'vinho do jurema' koji se pripravljao od biljke poznate kao 'jurema' (Mimosa hostilis).   Arhivirana inačica izvorne stranice od 29. kolovoza 2005. (Wayback Machine), 
-Prema riječima Mario Melo-a (1929) prije nekih 200 godina João Rodrigues Cardoso bio je prvi bijelac koji se nastanio na zemlji Fulnia, tu će niknuti selo Ipanema od kojega će se kasnije razviti grad Águas Belas. Uz pomoć Indijanaca podigao je crkvu Nossa Senhora da Conceição.

## Život danas, akulturacija
Fulnio se danas bave poljoprivredom na svojim poljima zvanim 'roças' (sing. roça), površine često 2-3 hektara koristeći se samo snagom vlastite obitelji.  Uglavnom oni prodaju dio svojih proizvoda, kao pamuk i krmivo.  Ostali uzgojeni proizvodi su kukuruz, kasava i grah. U komercijalne aktivnosti su uvučene i žene. One se bave izradom proizvoda od palmina lišća.  Muškarci palmino lišće moraju pronaći, sijeku ih u brdima i donose u selo ženama. Glavni artikli su torbe, hasure, šeširi; ali proizvode i drugu robu, kao sandale. 
Dio Indijanaca živi van rezervata, bilo kao studenti ili kao radnici. 1982. na primjer,  80 ih je polagalo školu u Águas Belas-u. Mnogi rade po drugim državama kao što su Alagoas, Bahia i São Paulo, Federalnom Distriktu i naravno u Pernambucu.
Fulnio govore jezikom Ia-Tê ili Yatê, koji pripada porodici fulnio (ogranak Velike porodice Macro-Jê).

## Rezervati
Fulni-ô danas imaju dva rezervata, to su Terra Indígena Aldeia Foklassa i Terra Indígena Fulni-ô, oba na području općine Águas Belas.

## Vanjske poveznice
- Fulni-ô  Arhivirana inačica izvorne stranice od 21. ožujka 2006. (Wayback Machine)